# Freddy Quinn & Bobby Bare … singen von Freiheit und Freundschaft
Freddy Quinn & Bobby Bare … singen von Freiheit und Freundschaft ist das 51. Studioalbum des österreichischen Schlagersängers Freddy Quinn, das 1993 im Musiklabel BMG Music Publishing auf Compact Disc (Nummer: 74321 17670 2) erschien. Die Lieder wurden mit dem US-amerikanischen Countrysänger Bobby Bare aufgenommen. Das Album konnte sich nicht in den deutschen Albumcharts platzieren. Singleauskopplungen wurden keine produziert.

## Titelliste
Das Album beinhaltet folgende 16 Titel:
1. A Million Miles to the City
2. Some Broken Hearts Never Mend (im Original von Don Williams, 1976[3])
3. For The Good Times (im Original von Bill Nash, 1968[4])
4. Take Me Home Country Roads (im Original als Take Me Home, Country Roads von John Denver with Fat City, 1971[5])
5. Hello, Darlin’ (im Original als Hello Darlin’ von Conway Twitty, 1970[6])
6. It’s Country Time
7. Help Me Make It Through the Night (im Original von Kris Kristofferson, 1970[7])
8. Tom Dooley (im Original ein Volkslied[8])
9. Leaving On A Jetplane (im Original als Babe, I Hate To Go von John Denver, 1966[9])
10. Green Green Grass of Home (im Original als Green, Green Grass of Home von Johnny Darrell, 1965[10])
11. Roses Are Red (My Love) (im Original von Bobby Vinton, 1962[11])
12. The Yellow Rose of Texas (im Original ein Volkslied[12])
13. Sylvia’s Mother (im Original von Dr. Hook & the Medicine Show, 1971[13])
14. Oh My Darling Clementine (im Original als My Darling Clementine von Percy Montrose geschrieben, 1884[14])